# 大関泰幸
大関 泰幸（おおぜき やすゆき、1978年12月14日 - ）は日本の映像ディレクター、編集技師。茨城県土浦市出身。武蔵野美術大学卒業。

## 作品

### 受賞歴
- 2016年 第39回日本アカデミー賞 最優秀編集賞『バクマン。』[2]
- Asian Film Award 2016 for Best Editing ノミネート『BAKUMAN』[3]

### 映画
- 恋の渦（2013年）※撮影・編集
- バクマン。（2015年）※編集
- DENKI GROOVE THE MOVIE? 石野卓球とピエール瀧（2015年）※撮影・編集
- SCOOP!（2016年）※編集
- 東京喰種トーキョーグール（2017年）※編集
- 奥田民生になりたいボーイと出会う男すべて狂わせるガール（2017年）※編集
- SUNNY 強い気持ち・強い愛（2018年）※編集
- 喜劇 愛妻物語（2019年）※編集
- しん次元! クレヨンしんちゃん THE MOVIE 超能力大決戦 〜とべとべ手巻き寿司〜（2023）※編集

### TV
- リバースエッジ 大川端探偵社（2014年）※編集・タイトルバック
- ハロー張りネズミ（2017年）※編集
- いだてん〜東京オリムピック噺〜（2019年）※編集
- 共演NG（2020年）※編集
- エルピス-希望、あるいは災い-（2022年）※編集

### MV
- SAKEROCK「殺すな」（2005年）※監督
- サイプレス上野とロベルト吉野「BayDream〜from課外授業〜」（2008年）※監督
- イルリメ「トリミング」（2010年）※監督
- YOUR SONG IS GOOD「THE LOVE SONG」（2010年）※監督
- COMEBACK MY DAUGHTERS「WHY」（2011年）※監督
- 椎名林檎「自由へ道連れ」（2012年）※監督
- GRAPEVINE「1977」（2013年）※監督
- マキシマム ザ ホルモン「予襲復讐」（2014年）※共同監督
- EGO-WRAPPIN'「Neon Sign Stomp」（2014年）※監督
- スカート「CALL」（2016年）※監督
- スカート「静かな夜がいい」（2016年）※監督
- スカート「視界良好」（2017年）※監督
- スカート「遠い春」（2018年）※監督
- 大原櫻子「ツキアカリ」（2018年）※監督
- スカート「君がいるなら」（2019年）※監督
- スカート「ずっとつづく」（2019年）※監督
- スカート「ストーリー」（2020年）※監督
- スカート「海岸線再訪」（2021年）※監督
- マカロニえんぴつ「八月の陽炎」（2022年）※監督
- スカート「地下鉄の揺れるリズムで」（2024年）※監督

### RADIO
- α-STATION「RADIKAKU」（2017年〜）※レギュラーDJ